# Arctodiaptomus euacanthus
Arctodiaptomus euacanthus é uma espécie de crustáceo da família Diaptomidae.
É endémica da Índia.